# Amadeu Foz i Tena
Amadeu Foz i Tena (Lécera, Camp de Belchite, 22 de gener de 1913 — Barcelona, 2 de gener de 1993) fou un metge català d'origen aragonès. Es va traslladar a Barcelona amb la seva família el 1923. Aquí va fer el batxillerat i el 1932 començà els estudis de medicina a la Clínica Mèdica A. L'esclat de la guerra civil espanyola l'enxampà quan estava a punt de llicenciar-se i fou destinat al servei antipalúdic fins al final de la contesa. El 1939 es va poder llicenciar a la Universitat de Barcelona i el 1940 fou nomenat cap de secció de Microbiologia dels laboratoris de la Càtedra de Patologia i Clínica mèdiques del doctor Agustí Pedro i Pons. El 1944 fou nomenat metge consultor de l'Hospital Clínic de Barcelona i el 1945 va anar a la Universitat de Zúric a completar estudis. Entre 1949 i 1953 fou becari de l'Institut d'Investigacions Mèdiques de la Facultat de Medicina de Barcelona. El 1949 fou nomenat Cap de Secció de Microbiologia de l'Hospital del Mar de Barcelona, on va romandre fins a la seva jubilació el 1983.
El 1959 i el 1982 fou nomenat expert de l'Organització Mundial de la Salut en la lluita contra la brucel·losi. Fou catedràtic contractat (1969-1973) i després catedràtic extraordinari (1975-1983) de microbiologia la Universitat Autònoma de Barcelona. El 1977 fou membre numerari de la Reial Acadèmia de Medicina de Catalunya amb el discurs La resistencia bacteriana a los antibióticos Arxivat 2013-06-12 a Wayback Machine.. Va rebre el Premi Jaume Ferran de l'Ajuntament de Barcelona (1959), la Medalla Narcís Monturiol de la Generalitat de Catalunya (1983) i el Premi Ciutat de Barcelona d'Investigació (1986).
És autor d'un gran nombre de treballs sobre les diagnosis serològiques, la diagnosi bacteriana i les resistències en el tractament amb antibiòtic. Tanmateix, s'especialitzà en la brucel·losi i la poliartritis crònica i demostrà l'evolució de la formació d'anticossos aglutinants durant la malaltia i va descriure un nou mètode diagnòstic per ELISA (enzyme-linked immunosorbent assay). En honor seu se li donà el nom al bacteri Psychrobacter fozii.

## Obres
- Estudio microbiológico de la orina : aspectos bacteriológicos : técnicas (1962)
- Estudios sobre la estandarización del antígeno utilizado en las reacciones serológicas para el diagnóstico de la brucelosis (1969)
- Enfermedades infecciosas distribuidas según su agente etiológico (1971)
- Patología infecciosa básica : enfermedades bacterianas (1981)